# 塞米帕拉耶姆
塞米帕拉耶姆（Semmipalayam），是印度泰米尔纳德邦Coimbatore县的一个城镇。总人口6188（2001年）。

## 人口
该地2001年总人口6188人，其中男性3265人，女性2923人；0—6岁人口639人，其中男340人，女299人；识字率68.68%，其中男性为76.88%，女性为59.53%。